# 아르한겔고로드현

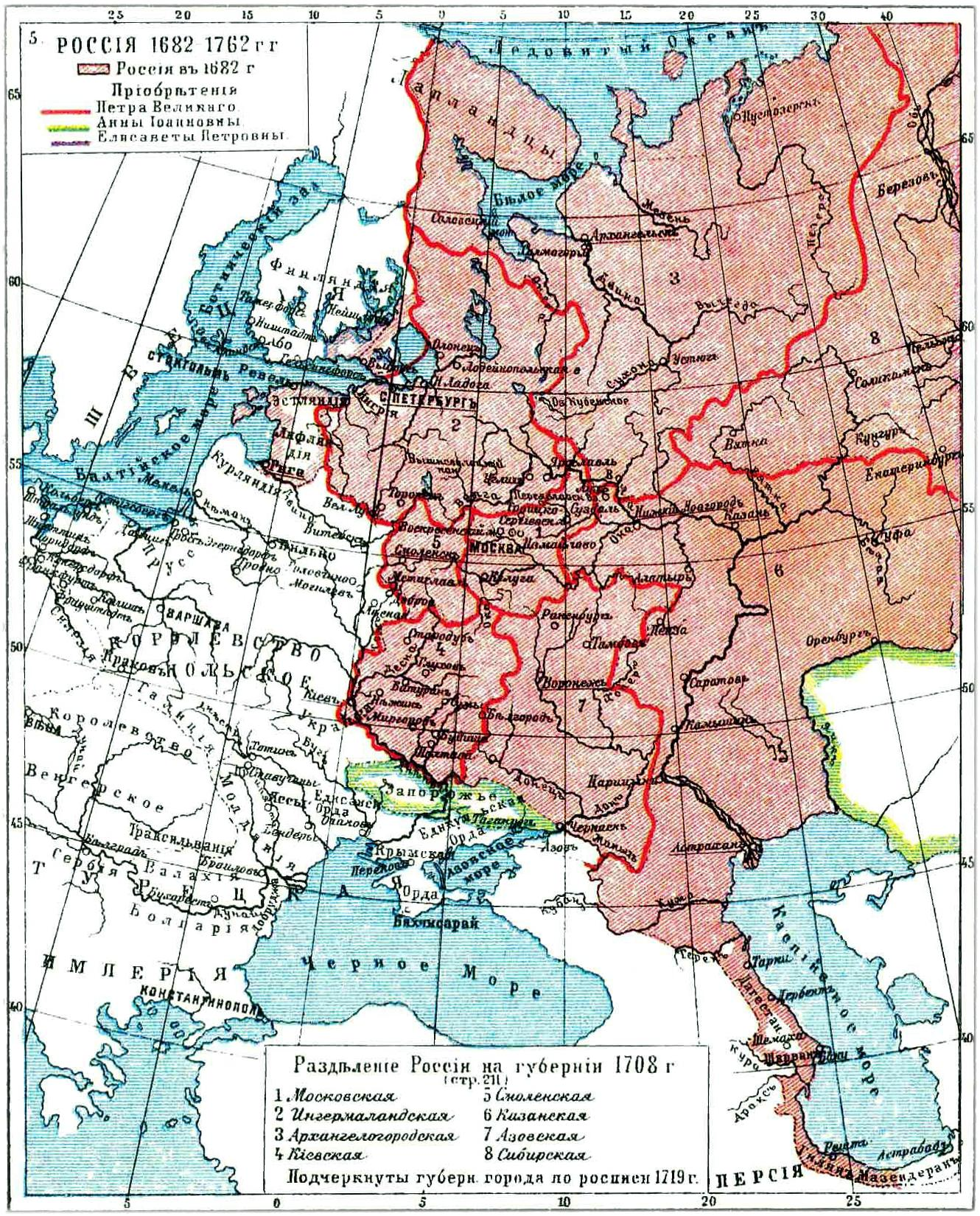
1682년부터 1762년까지의 러시아 제국의 지도 (3번이 아르한겔고로드현)

아르한겔고로드현(러시아어: Архангелогородская губерния)은 1708년부터 1780년까지 존재했던 러시아 제국의 현으로 현도는 아르한겔스크이다. 현재의 러시아 무르만스크주, 네네츠 자치구, 코미 공화국, 아르한겔스크주, 볼로그다주, 카렐리야 공화국, 코스트로마주, 키로프주, 니즈니노브고로드주에 걸쳐 있었다.